# Bettnau
Bettnau (mundartlich: Betnau) ist ein Gemeindeteil von Bodolz im schwäbischen Landkreis Lindau (Bodensee) in Bayern. Das Dorf liegt nördlich des Orts Wasserburg und circa einen Kilometer westlich von Bodolz. Westlich des Orts liegt das Naturschutzgebiet Mittelseemoos.

## Geschichte
Bettnau wurde erstmals urkundlich im Jahr 1356 als Betnów erwähnt. Der Ortsname stammt vom Personennamen Betto bzw. Petto ab und besitzt die Ortsnamensendung -au für Landschaft. Im Jahr 1818 wurden 13 Wohngebäude in Bettnau gezählt.

## Baudenkmäler
Siehe: Liste der Baudenkmäler in Bettnau